# Krasnyj Derkuł
Krasnyj Derkuł (ukr. Красний Деркул) – wieś na Ukrainie, w obwodzie ługańskim, w rejonie szczastyńskim, w hromadzie Szyrokyj. W 2001 liczyła 259 mieszkańców, spośród których 54 wskazało jako ojczysty język ukraiński, a 205 rosyjski.